# JAXP
JAXP(Java API for XML Processing)는 XML을 처리하는 자바 API 중 하나이다. 주로 XML 문서의 유효성 검증과 분석을 위한 인터페이스를 제공한다. 주로 다음 2개의 기본 분석 인터페이스를 제공한다.
- DOM 인터페이스
- SAX 인터페이스

JAXP 1.4부터는 3번째 인터페이스를 추가하였다.
- StAX 인터페이스 (JSR 173)

JAXP는 3가지의 파싱 인터페이스 이외에도 XML 문선의 데이터 및 구조를 변환할 수 있는 XSLT 인터페이스도 제공한다. JAXP는 자바 커뮤니터 프로세스의 JSR 5 (JAXP 1.0), JSR 63 (JAXP 1.1 & 1.2), JSR 206 (JAXP 1.3 & 1.4)에 의해 개발되었다. J2SE 1.4 이상에서는 JAXP를 포함하고 있어서 J2SE 5.0에서는 JAXP 1.3을, Java SE 6에서는 JAXP 1.4를 포함하고 있다.

## 버전 역사
| JAXP version | 발표 | 자바 플랫폼         | 중요한 변화 |
| ------------ | ---- | ------------------- | ----------- |
| JAXP 1.4     |      | Java SE 6           | JSR 206     |
| JAXP 1.3     |      | J2SE 5.0, Java EE 5 | JSR 206     |
| JAXP 1.2     |      |                     | JSR 63      |
| JAXP 1.1     |      |                     | JSR 63      |
| JAXP 1.0     |      |                     | JSR 5       |